# Crocidophora craspedalis
Crocidophora craspedalis là một loài bướm đêm trong họ Crambidae.